# Smith Campus Center
El Smith Campus Center de la Universidad de Harvard (anteriormente Holyoke Center) es un edificio administrativo y de servicios brutalista que ocupa el bloque delimitado por Massachusetts Avenue, Dunster Street, Holyoke Street y Mount Auburn Street en Cambridge, estado de Massachusetts (Estados Unidos), justo enfrente de Wadsworth Gate a Harvard Yard. Alberga oficinas administrativas, una enfermería de los Servicios de Salud de la Universidad y una galería comercial/restaurante.

## Diseño
Diseñado principalmente por José Luis Sert (entonces decano de la Escuela de Graduados de Diseño de Harvard) y terminado en 1966, el Smith Campus Center es un edificio de hormigón armado de diez pisos en forma de H. Las porciones de poca altura, incluido un estacionamiento subterráneo, tienen una 33 000 m². El edificio se construyó en dos fases durante un período de seis años entre 1960 y 1966. La primera fase, la mitad sur del edificio que da a Mount Auburn Street, comenzó en 1960 y fue ocupada en 1962. La construcción de la segunda fase comenzó en 1964 y se completó en 1966. El área ajardinada en la esquina de Massachusetts Avenue y Dunster Street, conocida como Forbes Plaza, se completó el año siguiente en 1967. Como tributo permanente, la plaza y la galería dentro del Holyoke Center recibieron su nombre en honor a Edward W. Forbes. La ocasión estuvo marcada por una ceremonia el 17 de octubre de 1966
Después de la primera fase de construcción en 1963, Harvard Crimson citó un chiste local: "La única característica agradable del Holyoke Center es que es el único lugar en Cambridge desde el cual no se puede ver el Holyoke Center". En unos pocos años, el diseño novedoso y las características técnicas del edificio comenzaron a presentar numerosas dificultades, que un funcionario de Harvard comparó con "un accidente de cinco coches en una intersección. No se puede saber qué lo causó". Estos incluyeron el desmoronamiento del hormigón estructural exterior y un ineficiente sistema de calefacción y refrigeración de tres tubos.
Fue el primer edificio de gran altura de Harvard y se le ha llamado "elefante gris" por el color de sus fachadas de hormigón.

## Obras de arte
De 1964 a 1979, el comedor del ático estuvo decorado con cinco grandes cuadros instalados por Mark Rothko, un artista expresionista abstracto. Debido a los altos niveles de luz solar directa sobre las pinturas y la presencia de la sal de calcio del rojo litol, las pinturas se desvanecieron severamente y se trasladaron a un almacenamiento protector en 1979. Desde su eliminación, las obras de arte se han exhibido públicamente solo cinco veces, la más reciente de noviembre de 2014 a julio de 2015, en los recientemente renovados Museos de Arte de Harvard.
"We the People" de Danh Vō se instaló en honor a Drew Gilpin Faust como parte de la renovación del edificio en 2018.

## Cambio de nombre y renovación
Originalmente conocido como Holyoke Center, en 2013 pasó a llamarse Richard A. y Susan F. Smith Campus Center, luego, durante los siguientes años, se sometió a una extensa renovación para crear espacios de reunión, salón y estudio y espacio para exposiciones, eventos, y actuaciones reapertura en 2018.